# Zaniah
Zaniah es el nombre de la estrella η Virginis (η Vir / 15 Virginis / HD 107259), de magnitud aparente +3,89, en la constelación de Virgo.

## Nombre
El nombre de Zaniah proviene del árabe Az-Zawiyah y significa «el ángulo».
Por su parte, en China era conocida como Tso Chih Fa, «la de la izquierda que mantiene la Ley».

## Características
Distante 250 años luz del sistema solar, Zaniah es un sistema estelar triple, si bien sus componentes no pueden ser resueltas con telescopio.
La estrella primaria está clasificada como subgigante blanca de tipo espectral A2IV.
Tiene una temperatura efectiva de 9756 K y una luminosidad que puede ser 130 veces superior a la del Sol.
Su más estimada es de 2,68 masas solares y gira sobre sí misma con una velocidad de rotación proyectada de 18 km/s.
Esta estrella posee una compañera cercana, revelada por el espectrógrafo, con una masa 2,04 veces mayor que la del Sol.
La separación media de las componentes de esta binaria es de 0,5 UA, siendo el período orbital de 72 días.
El sistema cuenta con una tercera estrella, visualmente a 0,12 segundos de arco de la binaria, lo que equivale a una distancia de 10 UA.
Esta acompañante tiene una masa un 66 % mayor que la masa solar y le lleva 13,1 años el completar una órbita en torno a la binaria.
Se piensa que las tres componentes pueden ser de tipo espectral A.
El sistema presenta un contenido metálico igual a 2/3 del que tiene el Sol ([Fe/H] = -0,17).
Zaniah está muy cerca de la eclíptica así como del ecuador celeste, estando situada 5º al este del equinoccio otoñal.
Puede ser ocultada por la Luna y raras veces por planetas. La última ocultación por un planeta fue a cargo de Venus el 27 de septiembre de 1843, el cual la ocultará de nuevo el 19 de noviembre de 2445.